# OMF International
OMF International (ursprünglich eine Abkürzung für Overseas Missionary Fellowship) ist ein evangelikales Missionswerk, das 1865 von James Hudson Taylor (1832–1905) als China-Inland-Mission (CIM) im englischen Brighton gegründet wurde. In der Schweiz wurde der Verein 1950 gegründet und hat seinen Sitz im züricherischen Uster; in Deutschland geschah die Gründung 1967 und der Sitz liegt im hessischen Mücke. Bis 2015 nannte sich die Organisation im deutschsprachigen Raum Überseeische Missions-Gemeinschaft abgekürzt ÜMG.

## Geschichte
Der englische Missionar Hudson Taylor fand während seines Heimaturlaubs 1865 keine religiöse Gemeinschaft, die seinen geistlichen Prinzipien entsprach. Hudson Taylor gründete daraufhin am 25. Juni 1865 in der englischen Stadt Brighton die bis heute existente China-Inland-Mission.
Hudson Taylor hielt an seinem festen Fundament des Glaubens und der entsprechenden Praxis des Gebets fest. Von Anfang an verstand sich die CIM als Glaubensmission. Der Wunsch Taylors war es, die 11 chinesischen Inlandsprovinzen und die Mongolei mit dem Evangelium von Jesus Christus zu erreichen. Wie seine Vorbilder Karl Gützlaff und William Chalmers Burns war er überzeugt, dass bei Missionseinsätzen im Innern Chinas chinesische Kleidung getragen werden sollte und dass die Missionare die chinesische Sprache lernen müssen.
1866 reiste Taylor mit seiner Familie und 16 Mitarbeitern nach China und Ende dieses Jahres gab es bereits 4 Stationen mit 24 Mitarbeitern. 1872 wurde der Londoner Rat der China Inland Mission gebildet. 1875 begann er China systematisch zu evangelisieren. Er erbat 18 Missionare für die bisher noch unerreichten neun Provinzen. 1881 erbat er sich weitere 70 Missionare, 1886 weitere 100 Missionare. Es gab in der Mission immer wieder Krisen und Angriffe von Einheimischen zu überwinden. Zwischenzeitlich bereiste Taylor mehrere Kontinente, um für das Anliegen der China-Inland-Mission zu werben. 1900 erfolgten Angriffe im Zusammenhang mit dem Boxeraufstand, bei dem 58 Erwachsene und 28 Kinder aus den Reihen der China-Inland-Mission getötet wurden. Im selben Jahr übernahm Dixon Edward Hoste die Mission als Direktor.
Aus einem 1896 durch Pastor Johannes Witt gegründeten deutschen Zweig ging die Kieler Mission hervor. 1899 wurde dieser deutsche Zweig durch Heinrich Coerper übernommen, aus der 1906 die Liebenzeller Mission hervorging.
Im Rahmen der CIM begann 1889 die in Barmen gegründete Deutsche China-Allianz-Mission als erste deutschsprachige Mission zu arbeiten, ab 1895 die Pilgermission St. Chrischona und ab 1899 der deutsche Zweig der CIM, die heutige Liebenzeller Mission.
1905 starb der Gründer Taylor in Changsha und wurde in Zhenjiang begraben. Bis zum Jahr 1915 waren neben vielen christlichen Gemeinden auch 372 Schulen und 11 Krankenhäuser gegründet worden. 1939 umfasste die Missionsgemeinschaft 1.300 Missionare, und fast 200.000 Chinesen und Angehörige ethnischer Minderheiten waren durch Glaube und Taufe Christen geworden. Aufgrund des Chinesisch-Japanischen Kriegs reisten im Laufe der 1940er Jahre nach und nach immer mehr Missionare aus China aus, meistens allerdings nicht zurück nach Deutschland, vor allem weil der Weg ins Kriegs- bzw. Nachkriegsdeutschland verwehrt blieb, sondern in die USA, wo viele vor allem in Waisenhäusern oder ähnlichen Einrichtungen arbeiteten. Die China Inland Mission stand vor allem der Erweckungsbewegung bzw. der Heiligungsbewegung nahe.
Als Mao Tse-tung im Jahr 1949 die Volksrepublik China ausrief, mussten auch die verbliebenen Missionare das Land innerhalb von wenigen Jahren verlassen. Das Jahr 1951 ging als ein Jahr des Rückzugs in die Geschichte der Missionsgemeinschaft ein. Nach eingehenden Beratungen kam die Missionsleitung im Februar 1951 zum Schluss, die Missionsgesellschaft nicht aufzulösen, sondern die Arbeit in anderen Gebieten Südostasiens weiterzuführen, nämlich in Thailand, Malaysia, Japan, Philippinen, Indonesien und Taiwan. Als neuer Name wurde China Inland Mission Overseas Missionary Fellowship gewählt. 1952 wurde die Gesamtleitung der Mission nach Singapur verlegt. 1965 wurde der Name im Jahr in Overseas Missionary Fellowship (OMF) geändert. Seit 1988 können wiederum Mitarbeitende nach China reisen. 2005 ist mit Patrick Fung erstmals ein Asiate Generaldirektor von OMF geworden. Heute nennt sich die Organisation nur noch kurz OMF International.

## Die OMF heute
Die OMF ist international tätig und überkonfessionell ausgerichtet. 1950 wurde der Schweizer Verein gegründet, 1967 der deutsche Zweig, der heute durch Armin und Heike Messer geleitet wird. 2015 hat OMF International weltweit über 1.400 Mitarbeitende aus 40 Nationen, darunter 60 Deutsche. Dem Schweizer OMF-Verein, der von Markus Dubach geleitet wird, gehören rund 80 Mitarbeitende an, davon 70 als interkulturelle Mitarbeitende in Übersee tätig sind. Herausforderungen bleiben Sprache und Kultur. Jede Organisation in Ländern, in denen die OMF heute tätig ist, ist selbstständig, bestimmt seine Strategie und entscheidet, wo ausländische Mitarbeitende eingesetzt werden.

## Arbeitsgebiete
Aktuell ist die OMF in folgenden Ländern tätig: • Indonesien • Japan • Kambodscha • Laos • Malaysia • Mongolei • Myanmar • Philippinen • Singapur • Südkorea • Taiwan • Thailand • Vietnam • China
In Deutschland waren die Kontakte jahrelang geprägt durch die Beziehungen zur Liebenzeller Mission und zu weiteren Kreisen des erwecklichen Pietismus. Aber auch freikirchliche Gemeinden fanden ihr Glaubensideal in der alten China-Inland-Mission Hudson Taylors und teilweise auch in der heutigen OMF. Bekannte Leiter und Missionare der OMF waren bzw. sind James O. Fraser, Jim Frazier, Michael Griffith, Isobel Kuhn und Oswald Sanders. Bekannt wurde die OMF nicht nur durch ihre Missionsarbeit, sondern auch durch die Bücher und Missionsberichte der Kanadierin Isobel Kuhn, die auch ins Deutsche übersetzt wurden und eine breite Leserschaft fanden. Im Jahr 1980 wurde James Hudson Taylor III., ein Ururenkel von James Hudson Taylor Direktor der OMF.